# Hosier Lane
Hosier Lane é uma via de paralelepípedos para veículos e pedestres, localizada na extremidade sul da malha central da cidade de Melbourne, estado de Vitória, na Australia. 
A Hosier Lane é um marco muito famoso, principalmente devido à sua sofisticada arte urbana.

## História
A história da via, que recebeu seu nome em homenagem a um empresário local chamado Robert Hosier, remonta ao final do século XIX, período em que a cidade de Melbourne se expandia rapidamente. Naquele tempo, devido à abrigar casas de ópio e bordéis, o local possuía a reputação de decadente e perigoso.
Ao longo da década de 1920, a Hosier Lane passou a ser uma via de serviço, utilizada sobretudo para entregas e acesso aos prédios dos diferentes negócios localizados na Hosier Lane: o local, que naquela época se encontrava no distrito de fabricação de roupas, contava com uma fábrica de órgãos, um armazém cuja propriedade era de uma empresa de vestuário masculino, além de uma fábrica de trajes. Sua função como via de serviço se estendeu até a década de 1970, período durante o qual a via ainda não apresentava sinais da arte urbana que hoje cobre as paredes do local.
 

Durante a década de 1980, influenciada pela cena de grafite de Nova Iorque, a arte de rua de Melbourne começou a aparecer em vagões e trilhos de trem, migrando depois para as vielas abandonadas da cidade e, mais adiante, chegando à Hosier Lane e transformando a aparência industrial da via em algo mais próximo do que existe atualmente. Em 1998, a via foi inaugurada como uma galeria de arte de rua pela City Lights Initiative.